# Senador (Espanya)

Escut del Senat d'Espanya.

A Espanya, un Senador és un representant territorial dels ciutadans i, com a tal, integrant de la cambra territorial espanyola, el Senat. El sistema d'elecció a Espanya dels membres de la cambra alta fa que el nombre de senadors sigui indeterminat, podent variar en cada elecció, si bé a causa de l'actual divisió territorial prevista per la Constitució aquest número mai serà inferior a 208 senadors.

## Regulació actual
La figura del senador té la seva regulació al Reglament del Senat, la normativa interna per la qual es regeix la cambra alta.
D'acord amb aquest reglament:
- Els senadors tenen el dret i el deure d'acudir a les sessions plenàries o a les comissions senatorials.
- Poden reclamar informació a totes les Administracions públiques.
- Poden utilitzar la llengua comuna o les llengües cooficials de les comunitats autònomes.
- Tenen el tractament d'excel·lència de forma vitalícia..
- Tenen dret al lliure accés als transports col·lectius que determini la Mesa de la Cambra.

També tenen l'obligació de fer declaracions sobre les seves activitats i sobre el seu patrimoni.

### Tipus i elecció
Els senadors poden ser senadors electes i senadors autonòmics o territorials. La seva regulació està prevista a la Constitució i a la Llei Electoral.

#### Senador electe
Els senadors electes són aquells que són elegits directament pels ciutadans. D'acord amb la Constitució, els senadors electes es reparteixen així:
- Quatre senadors per cada província peninsular. En haver-hi 47 províncies d'aquest tipus, es trien 188 senadors.
- Tres senadors per cada illa major. En haver-hi 3 illes majors, es trien 9 senadors.
- Dos senadors cada ciutat autònoma. En ser dos, es trien 4 senadors.
- Un senador per cada illa menor o agrupació de les illes. En haver-hi 7, s'escullen 7 senadors.

#### Senador autonòmic o designat
Els senadors autonòmics, també anomenats senadors designats, senadors territorials o senadors de designació autonòmica, són elegits per les assemblees legislatives de les comunitats autònomes. Es designen de la manera següent:
- Un senador per cada comunitat autònoma, fent un total de 17 senadors.
- Un senador per cada milió d'habitants. Aquesta és la clàusula constitucional que provoca la indeterminació del nombre de senadors. A la XIV legislatura es designen 39 senadors mitjançant aquesta forma.[5]

| Comunitat autònoma   | Nom del legislatiu                     | Senadors |
| Comunitat autònoma   | Nom del legislatiu                     | Nombre   |
| -------------------- | -------------------------------------- | -------- |
| Andalusia            | Parlament d'Andalusia                  | 9        |
| Aragó                | Corts d'Aragó                          | 2        |
| Comunitat de Madrid  | Assemblea de Madrid                    | 7        |
| Comunitat Valenciana | Corts Valencianes                      | 5        |
| Illes Canàries       | Parlament de Canàries                  | 3        |
| Cantàbria            | Parlament de Cantàbria                 | 1        |
| Castella-La Manxa    | Corts de Castella-La Manxa             | 3        |
| Castella i Lleó      | Corts de Castella i Lleó               | 3        |
| Catalunya            | Parlament de Catalunya                 | 8        |
| Extremadura          | Assemblea d'Extremadura                | 2        |
| Galícia              | Parlament de Galícia                   | 3        |
| Illes Balears        | Parlament de les Illes Balears         | 2        |
| La Rioja             | Parlament de La Rioja                  | 1        |
| Navarra              | Parlament de Navarra                   | 1        |
| País Basc            | Parlament Basc                         | 2        |
| Principat d'Astúries | Junta General del Principat d'Astúries | 2        |
| Regió de Múrcia      | Assemblea Regional de Múrcia           | 2        |

### Cessament
El mandat dels senadors és de quatre anys, llevat que, a petició del president del Govern, el rei dissolgui les Corts Generals o únicament el Senat de forma anticipada.
Les causes generals de pèrdua de la condició de Senador són:
1. L'anul·lació de l'elecció o de la proclamació de Senador mitjançant una sentència judicial ferma.
2. La condemna a pena d'inhabilitació absoluta o especial per a càrrec públic disposada per sentència judicial ferma.
3. La mort.
4. La pèrdua dels requisits generals d'elegibilitat establerts a la legislació corresponent.
5. L'extinció del mandat, en concloure la legislatura o ser dissolta la Cambra, sens perjudici del que disposen els membres de la Diputació Permanent a l'article 46.
6. En el cas dels Senadors designats, quan així procedeixi i es comuniqui per les Assemblees legislatives o òrgans col·legiats superiors de les comunitats autònomes.
7. La renúncia efectuada davant de la Mesa de la Cambra.

### Fur parlamentari
- Els senadors gaudeixen d'inviolabilitat sobre les opinions que manifestin en actes parlamentaris i pels vots emesos en l'exercici del seu càrrec. Aquesta prerrogativa es manté encara després de cessar al càrrec.
- Posseeixen immunitat, de manera que no poden ser detinguts excepte en cas de flagrant delicte. Per processar un senador, els tribunals de justícia necessiten autorització del Senat.

## Regulació històrica

### Estatut Reial de 1834
La primera vegada que es crea una cambra alta a Espanya va ser a 1834, mitjançant l'Estatut Reial. Aquest estatut creava l'Estamento de Próceres, una cambra alta composta de Pròcers del Regne, figura predecessora dels actuals senadors. Els membres d'aquesta cambra es podien dividir en dues categories: pròcers per dret propi i pròcers per elecció real. No hi havia límit de pròcers.
Els pròcers per dret propi eren els Grans d'Espanya, i simplement havien de reunir una sèrie de requisits per assumir la seva posició tals com tenir 25 anys, una grandesa, una renda anual mínima, no tenir problemes econòmics ni judicials i no ser súbdits d'un altre monarca.
Els pròcers per designació real eren triats pel monarca entre els següents grups:
- Arquebisbes i Bisbes electes o auxiliars.
- Noblesa.
- Il·lustres ciutadans per haver assumit importants càrrecs del Regne.
- Propietaris de grans terres, fàbriques, manufactures o establiments mercantils amb una renda mínima.
- Renomenats ciutadans del món de l'ensenyament públic, les ciències o les lletres amb una renda mínima.

### Període 1837-1876
Amb la Constitució de 1837 la cambra alta es va reanomenar com el Senat i els seus membres senadors. Amb aquesta constitució es posava límit al nombre de senadors, no podent sobrepassar els tres cinquens dels Diputats. El nombre mínim de senadors per província era 1, i eren triats pel monarca entre una terna per província. Així mateix, s'elevava l'edat dels senadors a 40 anys i es renovaven un terç dels senadors cada elecció general. Els infants eren senadors per dret a l'edat de 25 anys.
La Constitució de 1845 va regular un Senat amb un nombre il·limitat de membres. Es va rebaixar l'edat per exercir el dret passiu a 30 anys, es va exigir una renda mínima i havien de pertànyer a alguna d'aquestes classes:
- Presidents d'algun dels Cossos Colegisladors.
- Senadors o Diputats admesos tres vegades a les Corts.
- Ministres de la Corona.
- Consellers d'Estat.
- Arquebisbes.
- Bisbes.
- Grans d'Espanya.
- Capitans generals de l'Exèrcit i l'Armada.
- Tinents generals de l'Exèrcit i l'Armada.
- Ambaixadors.
- Ministres plenipotenciaris.
- Presidents de Tribunals Suprems.
- Ministres i fiscals dels mateixos.
- Noblesa.
- Els que paguin amb un any d'antelació 8000 reals de contribucions directes, hagin estat Senadors o Diputats a Corts, o Diputats provincials, o Alcaldes a pobles de 30.000 ànimes, o Presidents de Juntes o Tribunals de Comerç.

Es mantenia el dret dels infants a ser senadors a l'edat de 25 anys i el caràcter vitalici dels senadors.
La Constitució de 1856 va recuperar la regulació de 1837, que es va mantenir fins a l'aprovació de la nova Constitució de 1869. Aquesta nova constitució va establir un sistema indirecte d'elecció dels senadors. Els senadors, 4 per província, eren elegits pels compromissaris que formaven part de les juntes electorals provincials. Es va mantenir l'edat mínima de 40 anys, s'exigia gaudir de tots els drets civils i, a més, pertànyer o haver pertangut a alguna d'aquestes categories:
- President del Congrés.
- Diputat electe en tres eleccions generals, o una vegada per a Corts Constituents.
- Ministre de la Corona.
- President del Consell d'Estat, dels Tribunals Suprems, del Consell Suprem de la Guerra i del Tribunal de Comptes del Regne.
- Capità general de l'Exèrcit o Almirall.
- Tinent general o Vicealmirall.
- Ambaixador.
- Conseller d'Estat.
- Magistrat dels Tribunals Suprems, membre del Consell Suprem de la Guerra i de l'Almirallat, Ministre del Tribunal de Comptes del Regne o Ministre plenipotenciari durant dos anys.
- Arquebisbe o Bisbe.
- Rector d'Universitat de la Classe de Catedràtics.
- Catedràtic de terme, amb dos anys d'exercici.
- President o Director de les Acadèmies Espanyola, de la Història, de Nobles Arts, de Ciències Exactes, Físiques i Naturals, de Ciències Morals i Polítiques, i de Ciències Mèdiques.
- Inspector general dels cossos d'enginyers civils.
- Diputat provincial quatre vegades.
- Alcalde dues vegades en pobles de més de 30.000 habitants.
- Ser un dels 50 majors contribuents per contribució territorial, i els 20 majors per subsidi industrial i comercial, de cada província.

El Senat, durant la vigència d'aquesta constitució, no preveia la figura del senador vitalici i, a cada elecció general, es renovava una quarta part de la cambra, llevat que el rei dissolgués el Senat, que es renovava completament.

### Constitució de 1876
Amb la tornada de la dinastia borbònica el 1875, es va aprovar una nova constitució l'any següent que va establir tres tipus de senadorsː senadors per dret propi, senadors d'elecció real i senadors elegits per les corporacions o per ser grans contribuents.
Els senadors per dret propi eren:
- Els fills del Rei i del successor immediat de la Corona, que hagin arribat a la majoria d'edat.
- Els grans d'Espanya que ho siguin per si mateixos, que no siguin súbdits d'una altra potència i acreditin tenir la renda anual de 60.000 pessetes, procedent de béns propis, immobles o de drets que gaudeixin la mateixa consideració legal.
- Els Capitans generals de l'Exèrcit i l'Almirall de l'Armada.
- El Patriarca de les Índies i els Arquebisbes.
- El president del Consell d'Estat, el del Tribunal Suprem, el del Tribunal de Comptes del Regne, el del Consell Suprem de la Guerra, el de l'Armada, després de dos anys d'exercici.

Per ser elegit senador per designació real o per elecció de les Corporacions de l'Estat i majors contribuents, havien de ser o haver estat:
- President del Senat o del Congrés dels Diputats.
- Diputats que hagin pertangut a tres Congressos diferents o que hagin exercit la Diputació durant vuit legislatures.
- Ministres de la Corona.
- Bisbes.
- Grans d'Espanya.
- Tinents generals de l'Exèrcit i Vicealmirall de l'Armada, després de dos anys del seu nomenament.
- Ambaixadors, després de dos anys de servei efectiu, i ministres plenipotenciaris després de quatre.
- Consellers d'Estat, fiscal del mateix Cos, i ministres i fiscals del Tribunal Suprem i del de Comptes del Regne, consellers del Suprem de la Guerra i de l'Armada, i degà del Tribunal de les Ordres Militars, després de dos anys d'exercici .
- Presidents o directors de les Reials Acadèmies Espanyola, de la Història, de Belles Arts de Sant Ferran, de Ciències Exactes, Físiques i Naturals, de Ciències Morals i Polítiques, i de Medicina.
- Acadèmics de nombre de les Corporacions esmentades, que ocupin la primera meitat de l'escala d'antiguitat al Cos; inspectors generals de primera classe dels cossos d'enginyers de camins, mines i forests; catedràtics de terme de les universitats, sempre que portin quatre anys d'antiguitat en la seva categoria i exercici dins d'aquesta.
- Els que amb dos anys d'antelació posseeixin una renda anual de 20.000 pessetes o paguin 4.000 pessetes per contribucions directes al Tresor públic, sempre que a més siguin títols del Regne, hagin estat Diputats a Corts, diputats provincials o alcaldes a capital de província o en pobles de més de 20.000 ànimes.
- Els que hagin exercit alguna vegada el càrrec de Senador abans de promulgar-se aquesta Constitució. Els que per ser Senadors en qualsevol temps hagin acreditat renda podran provar-la perquè se'ls computi, en ingressar com a Senadors per dret propi, amb certificació del Registre de la Propietat que justifiqui que segueixen posseint els mateixos béns.

La cambra alta es renovava per meitats a cada elecció i completament quan el rei dissolgués el Senat. Per ser senador calia ser espanyol, tenir 35 anys complerts, no estar processat criminalment ni inhabilitat a l'exercici dels seus drets polítics, i no tenir els seus béns intervinguts.
Aquesta regulació senatorial va estar vigent fins a la Constitució republicana de 1931, que va suprimir la cambra alta i no seria recuperada fins al 1977.

### Llei de Reforma Política
El Senat d'Espanya va ser oficialment recuperat el 1977, després de gairebé mig segle d'absència. Va ser recuperat per la Llei per a la Reforma Política i va establir dos tipus de senadors: senadors electes popularment per a la representació dels diferents territoris i senadors de designació reial, que no podien sobrepassar la cinquena part dels elegits popularment. El Senat durant la legislatura constituent es va compondre de 207 senadors electes i 41 senadors de designació reial.

### Mencions especials
Una breu menció especial requereix el Projecte de Constitució de 1873. Es tractava d'una constitució republicana federal que ja recollia la figura actual del senador territorial. En aquest projecte constitucional, la cambra alta es denominava Senat i els seus senadors eren elegits pels parlaments regionals. A diferència de l'actual figura, els senadors que es triaven eren quatre per Estat federat, sense importar la població o la importància. El mandat previst per als senadors, igual que el dels diputats, era de dos anys.